# Казахская хоровая капелла
Государственная хоровая капелла имени Б. Байкадамова (раньше Казахская хоровая капелла, Государственная хоровая капелла Республики Казахстан) — заслуженный коллектив Казахстана (1967). Организована в 1935 при Государственной филармонии. Организатор и первый руководитель — народный артист Казахской ССР Б. В. Лебедев (1939—41). До 1958 года им руководили народные артисты Казахской ССР Г. Е. Виноградова, B.C. Пирогова, с 1958 года заслуженный деятель искусств Б.Байкадамов. С 1959—1991 годы главный дирижёр и художественный руководитель — народный артист СССР А. В. Молодов. В репертуаре казахские народный песни и кюи, произведения казахских и русских композиторов, а также русских и зарубежных классиков, исполняемые на 20 языках мира. Лауреат конкурсов художественных коллективов (1968, 1970).
Сегодня художественным руководителем и главным дирижером капеллы является заслуженный деятель Казахстана Беимбет Демеуов.
Сейчас в репертуар капеллы входят хоровые обработки народных песен и кюев, сочинения крупных форм — сюиты, поэмы, кантаты и оратории выдающихся произведений русских и зарубежных классиков, произведения современных композиторов Казахстана — М. Тулебаева, Б.Байкадамова, Е.Рахмадиева, Г.Жубановой, М.Сагатова, С.Мухамеджанова, К.Кожамьярова М.Мангитаева, Ж. Турсунбаева. Капелла успешно гастролирует по Казахстану и за его пределами.